# Свети Георги (Епаноми)
Вижте пояснителната страница за други значения на Свети Георги.
„Свети Георги“ (на гръцки: Αγίου Γεωργίου Επανομής) е възрожденска православна църква в солунското градче Епаноми, Гърция, част от Неакринийската и Каламарийска епархия.
Храмът първоначално е малка селска църква. Според документ от архива на Македония в 1724 година с подкрепата на тимариота Ахмед Дароглу епаномци я разрушават и построяват нова по-голяма на нейно място. По време на Халкидическото въстание в 1821 година църквата е опожарена от османците. Според надписа над западния вход на храма, той е възстановен в 1835 година. В 1899 година в югозападния ъгъл на двора е построена каменната камбанария според надписа на прозореца над входа ѝ. Иконостасната икона на Свети Георги е дело на Вениамин Галатищки.
Църквата е с два олтара, посветени на свети Георги и свети Харалампий. В архитектурно отношение е трикорабна базилика. В интериора са запазени резбовани владишки трон и проскинитарии, както и дървен, изписан амвон.
В 1990 година църквата е обявена за паметник на културата.